# 超短周期行星

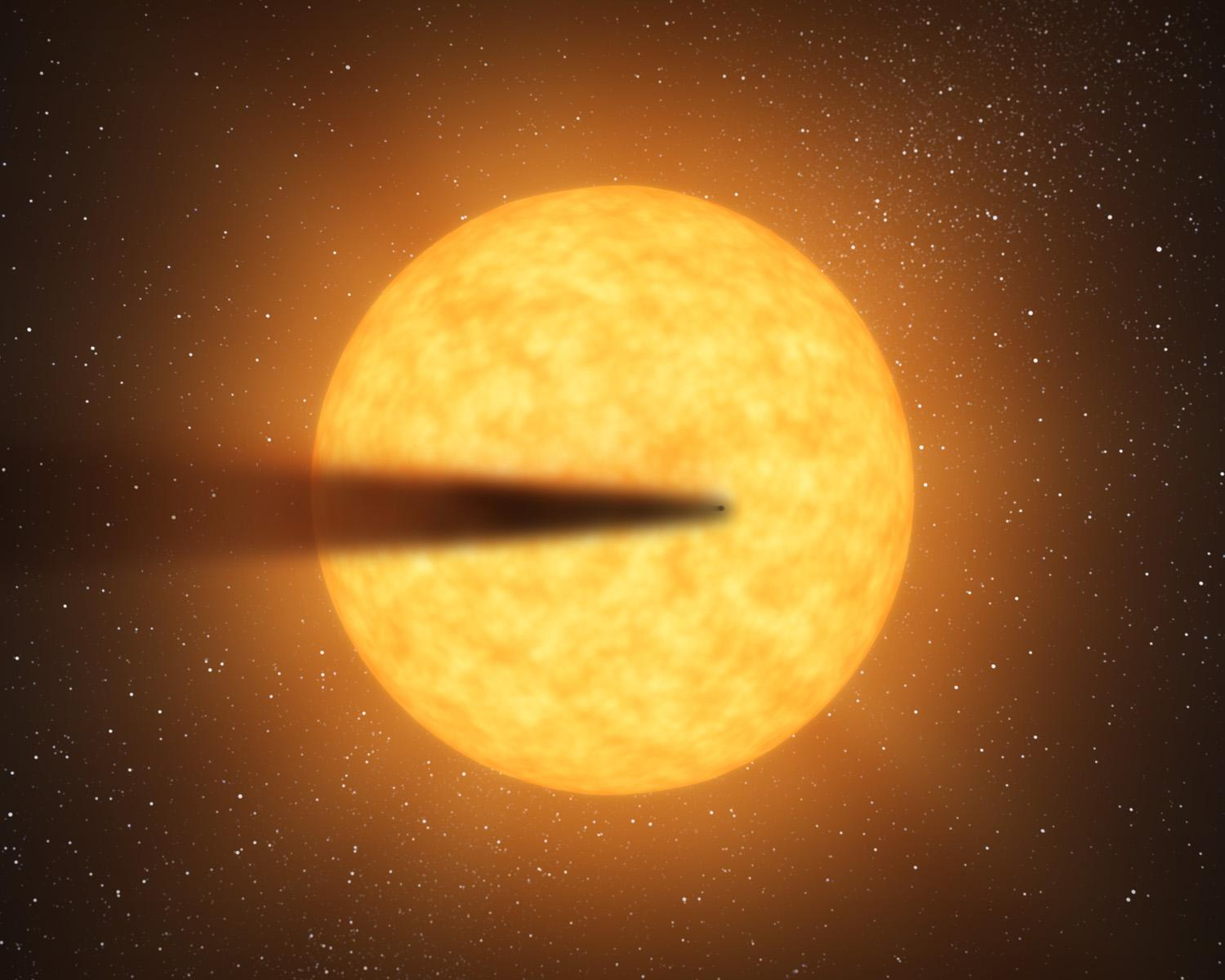
艺术家的概念 KIC 12557548b，一个新发现但未经证实的带有灰尘尾巴的太阳系外行星。绕其主恒星 KIC 12557548运行。

超短周期行星（英語：Ultra-short period planet，缩写：USP行星）是一类轨道周期短于1地球日的系外行星，其母星的质量一般小于0.88个太阳质量。在已发现的系外行星中，该类行星的轨道最接近其母星。在这么短的距离上，潮汐相互作用导致相对快速的轨道和自旋演化。 因此，当一颗超短周期行星围绕一颗成熟的主序星运转时，该行星极有可能具有一个圆形轨道并被潮汐锁定。
目前已在银河系的核球地区确定了5颗超短周期行星，均由哈勃空间望远镜所发现。来自空间望远镜研究所、智利天主教大学、乌普萨拉大学、高山天文台、国家天体物理研究所和加利福尼亚大学的研究人员都参与了对该类行星的研究。